# Iñaki Martín
Joseba Iñaki Martín García, más conocido como Iñaki Martín (San Sebastián, Guipúzcoa, 27 de agosto de 1978), es un entrenador español de baloncesto que dirige al Club Baloncesto Fuenlabrada de Primera FEB.

## Trayectoria
Iñaki Martín comenzó su carrera como entrenador en el Ponce Valladolid Club Baloncesto, club al que dirigió en categorías inferiores. Desde 2003 a 2007 sería entrenador del Laguna del Duero de Primera Nacional.
En la temporada 2007-08 sería entrenador asistente del Palencia Baloncesto de la Liga LEB Plata.
En la temporada 2008-09 sería entrenador asistente del Lobos Cantabria de la Liga LEB Plata, con el que consiguió el doblete de Copa LEB Bronce y campeón de LEB Bronce.
En 2009 Iñaki emprende una nueva etapa, cuando fichó por el Maxaquenne de Maputo y consiguió levantar dos títulos de la Liga Vodacom y llegar hasta las semifinales de la Copa de África.
En 2010 sería nombrado seleccionador masculino de Mozambique, al que dirigiría en el Afrobasket de ese año y volvería en 2015 para el mismo torneo tras una etapa intermedia como asesor de la Federación. Tanto en 2011 como en 2015 también disputaría los Juegos Africanos haciendo historia y consiguiendo una plata en los primeros.
En la temporada 2012-13, dirige al Fidalgo Vecino Zamora de la Liga EBA. 
En la temporada 2013-14, se marcha a Guaiqueries de Margarita de la LPV, para ser asistente de Gustavo Aranzana. 
En la temporada 2014-15, regresa a España para ser entrenador asistente de Porfirio Fisac en el CB Valladolid de Liga LEB Oro.
En la temporada 2015-16, firma como entrenador del CB Ciudad de Valladolid de la Liga LEB Plata.
Tras comenzar la siguiente temporada sin equipo, en verano de 2016, dirigió a la selección sub-18 femenina de Mozambique con la que conquistó la medalla de plata en el Afrobasket de la categoría.
A finales de 2016, Iñaki volvió a Mozambique para hacerse cargo del equipo femenino del Ferroviario de Maputo, con el que consiguió la Supercopa y posteriormente participó en el Africano de Clubes, alcanzando el subcampeonato tras caer en la final ante el Interclube de Angola. 
En junio de 2017, regresa a la Selección de baloncesto de Mozambique para dirigirla en el Afrobasket 2017.
En verano de 2017 firma por Basquetebol do Sport Clube Lusitânia de la Liga Portuguesa de Basquetebol, al que dirige durante dos temporadas.
En 2019, firma como director técnico y entrenador asistente del San Sebastián Gipuzkoa Basket Club de la Liga LEB Oro, formando parte del cuerpo técnico de Marcelo Nicola.
En la temporada 2020-21, es entrenador ayudante de Marcelo Nicola del San Sebastián Gipuzkoa Basket Club de la Liga Endesa.
En enero de 2021, tras el positivo por covid de Marcelo Nicola, Iñaki se convierte en primer entrenador del San Sebastián Gipuzkoa Basket Club, al que dirige durante dos encuentros que acabarían con victoria frente a Joventut de Badalona y Lenovo Tenerife.
Al término de la temporada 2020-21, tras el descenso a Liga LEB Oro del conjunto donostiarra, el 22 de junio de 2021, abandona el club tras dos temporadas.
El 11 de julio de 2021, firma por una temporada como asistente de CB Estudiantes en la Liga LEB Oro.
El 14 de noviembre de 2022, firma por el Urunani BBC en la Liga de Burundi.
El 6 de noviembre de 2023, firma como entrenador ayudante de Bruno Savignani en el Real Betis Baloncesto de la Liga LEB Oro.
En la temporada 2024-25, se convierte en entrenador asistente de Porfirio Fisac en el Casademont Zaragoza de la Liga Endesa.
El 8 de enero de 2025, tras la destitución de Lolo Encinas, se convierte en entrenador del UEMC Real Valladolid Baloncesto de la Primera FEB. El 25 de abril de 2025, es destituido como entrenador del club vallisoletano de Primera FEB.
El 30 de julio de 2025, firma por el Club Baloncesto Fuenlabrada de Primera FEB.

## Clubes
- Categorías inferiores del Ponce Valladolid Club Baloncesto
- 2003-2007: Laguna del Duero. Primera Nacional.
- 2007-2008: Palencia Baloncesto. Liga LEB Plata. (Asistente)
- 2008-2009: Cantabria Lobos. Liga LEB Plata. (Asistente)
- 2009-2012: Clube de Desportos do Maxaquene. (Primer Entrenador)
- 2010-2017: Selección de baloncesto de Mozambique. (Primer Entrenador)
- 2012-2013: Fidalgo Vecino. Liga EBA. (Primer Entrenador)
- 2013-2014: Guaiqueries de Margarita. LPV. (Asistente)
- 2014-2015: CB Valladolid. Liga LEB Oro. (Asistente)
- 2015-2016: CB Ciudad de Valladolid. Liga LEB Plata. (Primer Entrenador)
- 2016-2017: Clube Ferroviário de Maputo. (Director técnico)
- 2017-2019: Basquetebol do Sport Clube Lusitânia. LPB. (Primer Entrenador)
- 2019-2021: San Sebastián Gipuzkoa Basket Club. Liga LEB Oro y Liga ACB. (Asistente de Marcelo Nicola)
- 2021: San Sebastián Gipuzkoa Basket Club. Liga ACB. (Dirige 2 encuentros por baja de Marcelo Nicola)
- 2021-2022: CB Estudiantes. Liga LEB Oro. (Asistente de Jota Cuspinera)
- 2022-2023: Urunani BBC. Liga de Burundi
- 2023-2024: Real Betis Baloncesto. Liga LEB Oro. (Asistente de Bruno Savignani)
- 2024: Casademont Zaragoza. Liga Endesa. (Asistente de Porfirio Fisac)
- 2025: UEMC Real Valladolid Baloncesto. Primera FEB
- 2025-actualidad: Club Baloncesto Fuenlabrada. Primera FEB

## Internacional
Desde 2010 a 2015 dirigiría a la Selección de baloncesto de Mozambique, en los Afrobaskets 2011, 2015 y 2017.

## Palmarés
- Campeón Copa LEB Bronce (2009)
- Campeón LEB Bronce (2009)
- Campeón Liga VODACOM Mozambique (2010), (2011)
- Medalla Plata African Games (2011)
- Campeón Copa Princesa (2020)
- Ascenso a Liga Endesa (2020)